# Червоноблагодатне
Червоноблагода́тне — село в Україні, у Горностаївській селищній громаді Каховського району Херсонської області. Населення становить 400 осіб.
Колективне сільськогосподарське підприємство «Іскра». В селі є будинок культури, поштове відділення, бібліотека і загальноосвітня школа.
Мати героїня: Нечипуренко Катерина та ін.[джерело?]
Основна діяльність — сільське господарство.

## Історія
У лютому 2022 року село тимчасово окуповане російськими військами під час російсько-української війни.

## Населення
Згідно з переписом УРСР 1989 року чисельність наявного населення села становила 396 осіб, з яких 183 чоловіки та 213 жінок.
За переписом населення України 2001 року в селі мешкало 395 осіб.

### Мова
Розподіл населення за рідною мовою за даними перепису 2001 року:
| Мова       | Відсоток |
| ---------- | -------- |
| українська | 94,50 %  |
| російська  | 4,25 %   |
| білоруська | 1,25 %   |